# Histoire du Ladakh

Jammu, Cachemire et Ladakh

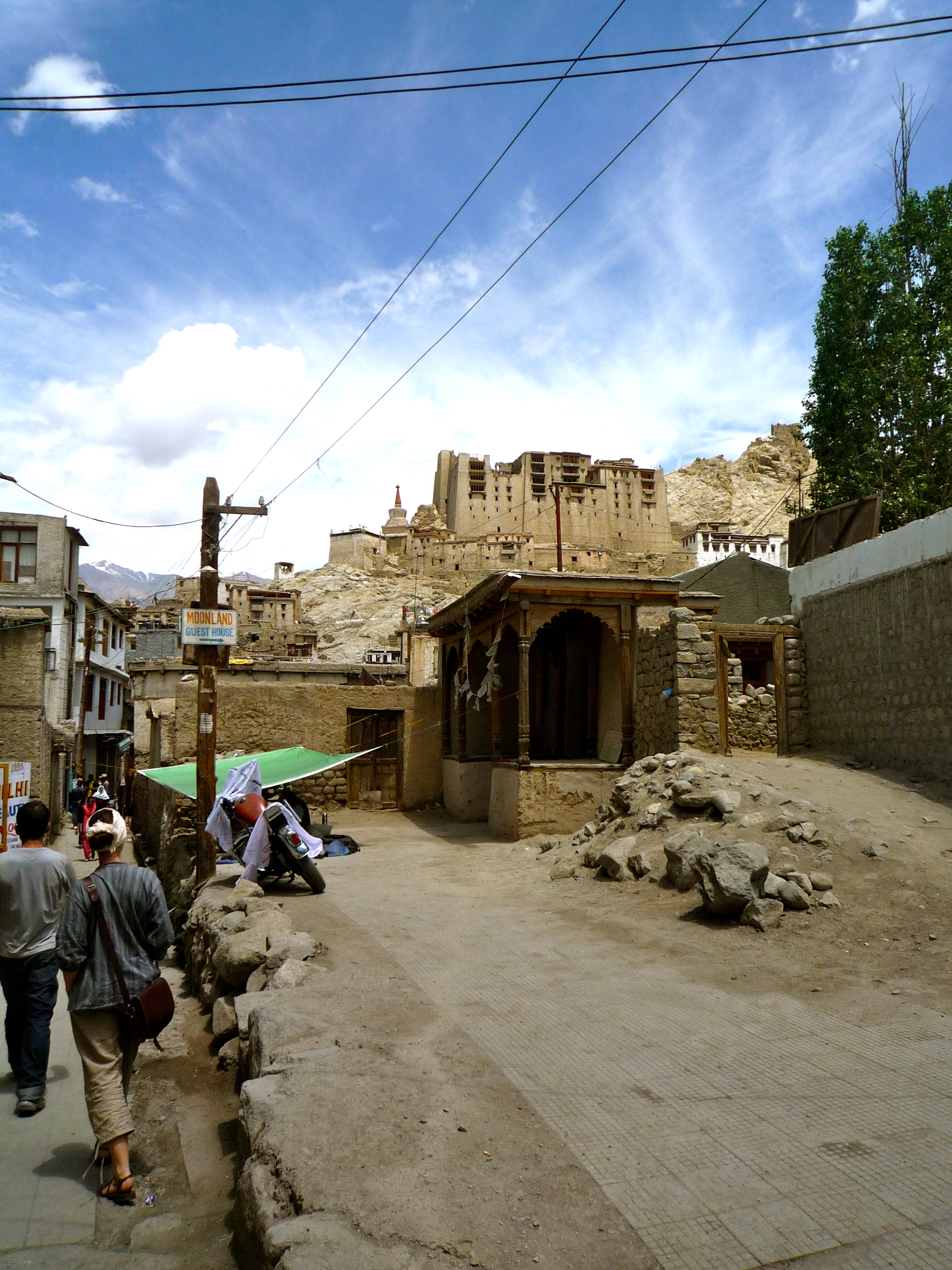
Leh, le palais depuis la vieille ville.

Le Ladakh, cette région du nord-ouest de l'Inde a, aujourd'hui encore, un statut particulier au sein de l'Union Indienne. Région de culture tibétique, au carrefour de routes commerciales permettant des mélanges ethniques, culturels, artistiques et cultuels, le Ladakh est devenu une région touristique plus de dix ans après la guerre de 1962. Terre de trekking pour la plupart des touristes, son histoire demande pourtant à être connue et découverte. Les recherches pionnières d'Alexander Cunningham et d'August Hermann Francke (1870-1930) restent la base du travail historique sur le Ladakh, mais les recherches de Luciano Petech, nous permettent d’appréhender cette histoire avec plus de précision. Il émet notamment des hypothèses permettant de corriger certains problèmes de datations. Nous utilisons principalement les datations de Petech tout en gardant à l’esprit que ces dates restent des approximations.
Chronologiquement, il y eut les premières populations Dardes et Môns venues de l'ouest et du sud. Bien que sous autorité de l'empire tibétain au VIIIe siècle, le Ladakh n'était alors pas habité par des populations venues de l'est, du Tibet. C'est au Xe siècle que la région s'est vraiment tibétanisée avec l'installation d'un descendant des rois du Tibet qui s'installe à Shey et forme ainsi la première dynastie tibétaine du Ladakh, les Lhachens. Situé dans une région d'échanges, le Ladakh est marqué par des conflits incessant avec ses voisins. À la charnière des XVe et XVIe siècles, une branche cousine profite du désordre créé par des invasions venues du Baltistan voisin pour prendre le pouvoir sous le nom de dynastie Namgyal. Cette dynastie a marqué le paysage par ses constructions à Leh et ailleurs. L'influence du bouddhisme, bien que présente depuis le Xe siècle, s'est accrue et des monastères importants ont été construits. Le règne de Sengge Namgyal marque l'apogée du royaume du Ladakh et demande de s'attarder sur cette période. À la fin du XVIIe siècle, à la suite d'une rupture des relations avec le Tibet, le 5e Dalaï Lama tente d'envahir le Tibet occidental qui était sous contrôle du Ladakh. Le Cachemire aide alors le Ladakh dans la restauration de sa souveraineté, cette aide a un prix arbitré par le traité de Temisgam en 1684. Le déclin de la dynastie dure un peu plus d'un siècle. Au début du XIXe siècle, les Dogras du Pendjab s'intéressent au Ladakh. Après plusieurs invasions, le général Zorawar Singh parvient à soumettre les ladakhis. Avec le traité de paix tibéto-ladakhi de 1842, le Tibet et le Ladakh confirment leurs frontières respectives et renouvellent leur engagement d'amitié. Le traité de paix tibéto-ladakhi de 1842 est confirmé en 1852 par un nouvel accord commercial. Le Ladakh est annexé par le Maharaja du Jammu et Cachemire et intégré dans cet état lors de l'indépendance de l'Union Indienne en 1947.

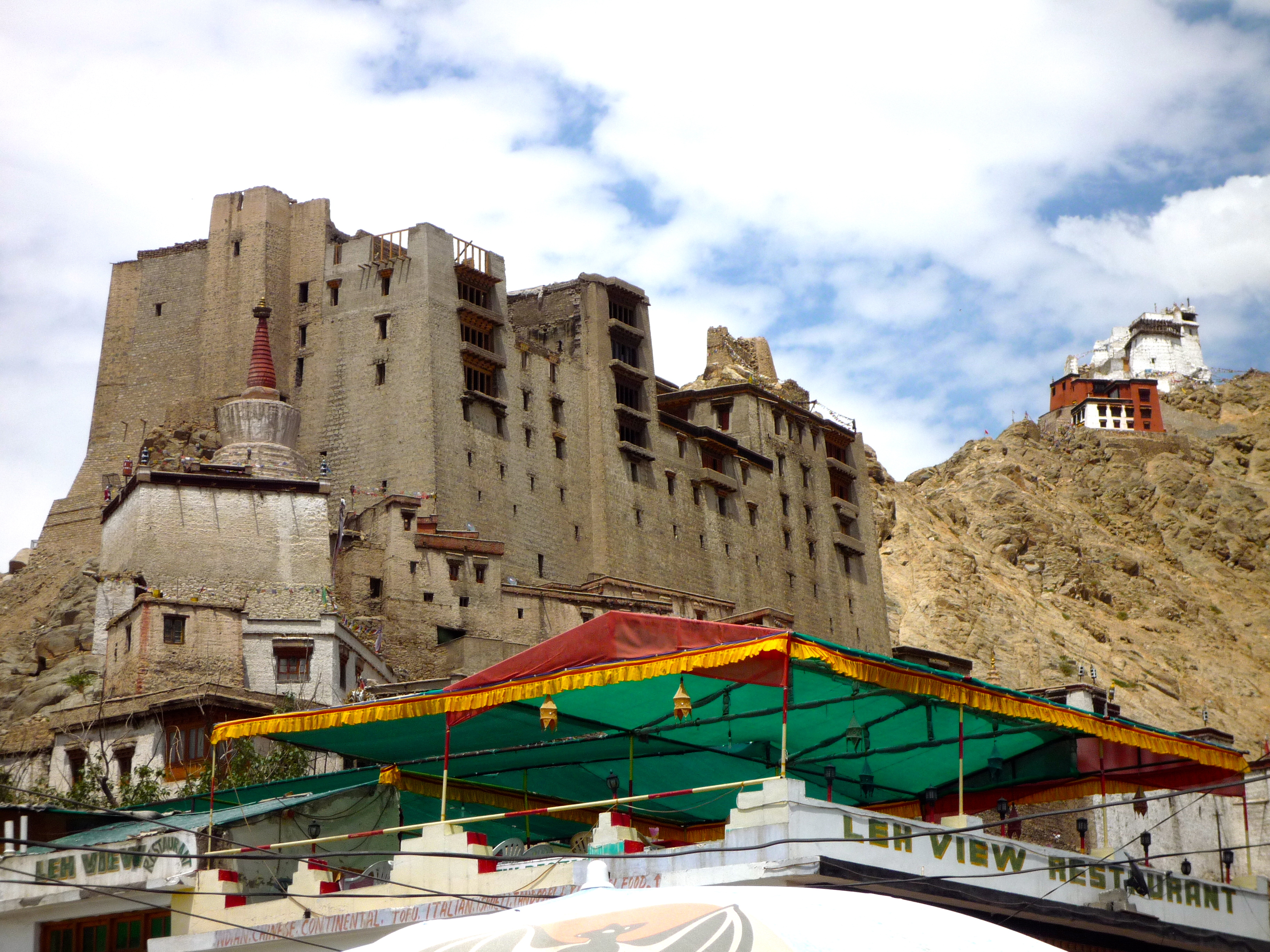
Le palais de Leh et le Namgyal Tsemo.

## Premières populations et témoignages
Les premières populations du Tibet occidental ne sont pas tibétaines. Les premiers habitants qui s’installèrent dans ces régions furent des tribus aryennes : d’une part des Môns originaires des flancs sud de l’Himalaya, et des Dardes venus de l'ouest (indo-iranien). 
Ces premières populations dateraient de 6 700 ans comme ont pu le démontrer des analyses exécutées sur des outils découverts en 1979 par l’Archaeological Survey of India à Alchi, Saspol, Likir … 
D’autre part, des caves habitées, découvertes jusque dans la vallée de la Nubra, dateraient de 3 000 à 4 000 ans.

### Môns
Si les Môns ne sont plus vraiment représentés au Ladakh aujourd’hui, il y a tout de même des traces de leur implantation. Ils sont pour la plupart des musiciens et des charpentiers. Il est à noter l’influence des môns au Zanskar que les Dardes ne semblent pas avoir colonisé. Des ruines sont encore appelées aujourd’hui château des môns,. Les luttes incessantes entre les Dardes et les Môns ont mené à la quasi-disparition de ces derniers. Au Xe siècle, les Môns gouvernaient encore sur Gya, à l’Est du Ladakh.

### Dardes
Bien qu’il soit difficile de définir quand les premiers migrants se sont installés, nous trouvons des témoignages de l’implantation des Dardes grâce aux historiens grecs et romains comme Hérodote, Mégasthène, Pline l'Ancien ou Ptolémée qui semblent les situer au Gandhara,. Il semblerait qu’ils aient été producteurs d’or, Hérodote parle de fourmis chercheuses d’or, ce qui fut repris par ses successeurs. De plus, Francke a repéré des traces d’anciennes mines. Nous pourrions citer aussi des sources chinoises, indiennes, et arabes. Petech présente toutes ces sources et en fait la critique dans le deuxième chapitre de son ouvrage, The Kingdom of Ladakh,. Outre les textes, les traces dardes sont encore visibles aujourd’hui : des mesures anthropomorphiques confirment les origines indo-européennes de certaines populations, d’autre part les populations de Da-Hanu à l’ouest du Ladakh parlent encore des langages dardes. Ces traces sont aussi visibles dans les toponymes et les hymnes populaires.

### Influences politiques

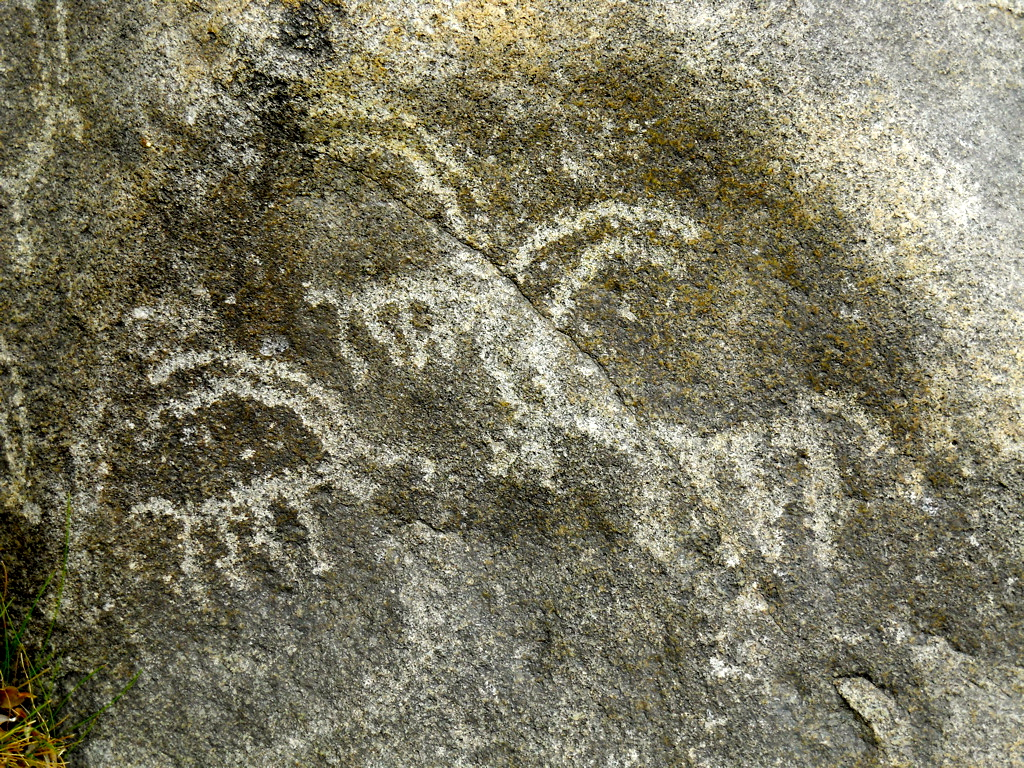
Pétroglyphes à Saspol

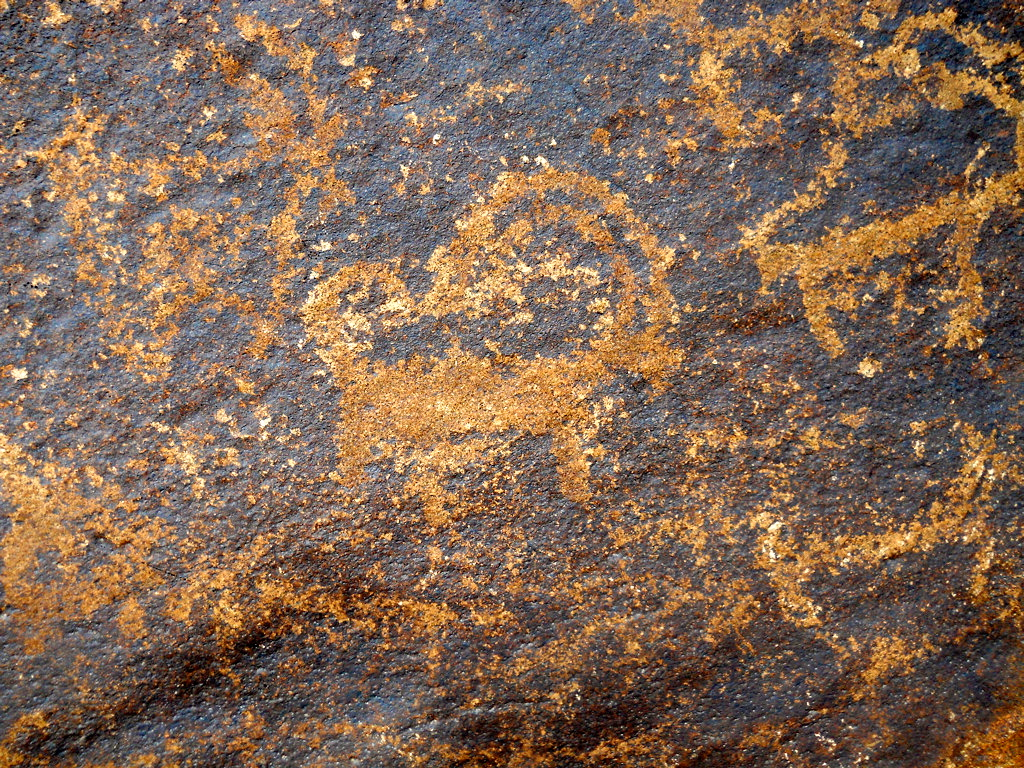
Pétroglyphes à Stakna

Les traces archéologiques comme les pétroglyphes attestent que le Ladakh fut d’abord sous la domination de l’empire Kushan. Une inscription en Kharosthi retrouvée à Khalatse est attribuée à l’empereur Kushan Vima Kadphises, (fin du Ier siècle). Le bouddhisme venu du Cachemire a pu être enseigné dans les familles importantes durant cette période sans qu’il s’implante. Il pourrait rester quelques traces de ce bouddhisme au Zanskar. La région se divisa en petits royaumes indépendants et fut suzerain du Tibet au début du VIIIe siècle. D’autres inscriptions en tibétain, syriaque, kuchéen et sogdien indiquent le passage de marchands et souligne le rôle économique important de cette région. Ces pétroglyphes ont été retrouvés plus à l’ouest et sont plus tardifs, IXe siècle environ. La souveraineté du Tibet sur le Ladakh prit rapidement fin avec l’effondrement de l’empire tibétain à la mort de Langdarma en 842. Il faut garder à l’esprit que la tibétisation du Ladakh ne commence qu’après cette période et que bien que des mélanges ethniques aient pu être possible avant, la population devait s’exprimer majoritairement en langue darde et non pas en tibétain. Les Ladakhis considèrent ces premiers habitants et les premiers gouverneurs comme étant des descendants du roi Guésar et les diverses versions de l’épopée, différentes dans presque chaque village, peuvent nous informer sur leur propre vision de l’histoire.

## Première dynastie tibétaine: les Lhachen

### Origines

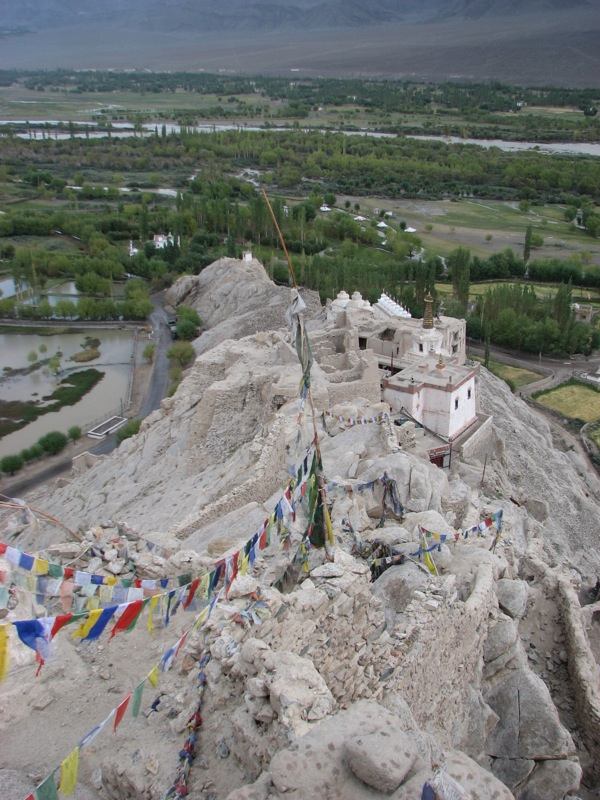
Ruines du premier palais de Shey

La première dynastie tibétaine au Ladakh arrive au Xe siècle alors que le seigneur de Gya était en guerre contre des nomades venus de Khotan. Ce chef aurait demandé de l’aide à Nyimagön (ཉི་མ་མགོན།) à qui il aurait donné des territoires, notamment à Shey(ཤེལ།). D’après les chroniques anciennes, il semble que l’installation de Nyimagön et de sa descendance au Ladakh est due à un mariage d’alliance avec la fille du roi de Purang. Les deux versions ne sont pas forcément incompatibles. Nyimagön a conquis tout le Tibet occidental, ce qui est resté dans les mémoires au travers de certains chants dardes. Mais c’est son fils, Palgyigön (དཔལ་གྱི་མགོན།), qui s’installera au Ladakh et y fondera la première dynastie tibétaine. Nous nommerons cette dynastie Lhachen (ལྷ་ཆེན།), ce terme d’adresse étant régulièrement utilisé pour citer ces rois.
Cette dynastie est dans le prolongement de la dynastie des empereurs du Tibet qui s’est terminée par l’assassinat de Langdarma Udum Tsanpo (གླང་དར་མ་འུ་དུམ་བཙན་པོ།) vers 842. Des deux fils de Langdarma, Ösung (འོད་སྲུང་།) est parti à l’Ouest. Nyimagön, le petit-fils de Ösung, vécut vers la fin du Xe siècle. Nyimagön, qui a pris le pouvoir sur le Tibet occidental partage son territoire entre ses trois fils : Gugé (གུ་གེ) revient à Tashigön (བཀྲ་ཤིས་མགོན།), le Zanskar (ཟངས་དཀར།) à Detsugön (བདེ་བཙུགས་མགོན།) et le Ladakh à Palgyigön. La filiation avec Langdarma s’est perpétuée dans le mode vestimentaire des rois du Ladakh. En effet, dans la vision bouddhiste de l’histoire du Tibet, Langdarma est possédé par un démon, ce qui est trahi par la présence d’une corne sur la tête et par la langue noire. Il est dit que les rois du Ladakh portaient des turbans pour cacher cette corne toujours visible chez les descendants de Langdarma.

### Événements marquants
Depuis Palgyigön au début du Xe siècle jusqu’à Lodrö Chogden, dernier roi de la dynastie Lhachen dans la deuxième moitié du XVe siècle, dix-huit souverains vont se succéder de père en fils. Au sujet de la succession des rois, il faut se rapporter à Rolf Stein qui nous donne des orientations, mais ne conclut guère : 

« Au Ladakh, selon certains, le roi abdiquait à la naissance d’un fils, et des ministres gouvernaient alors au nom du fils. Selon d’autres, c’était à l’âge de treize ans que le prince était associé à son père pour régner. »

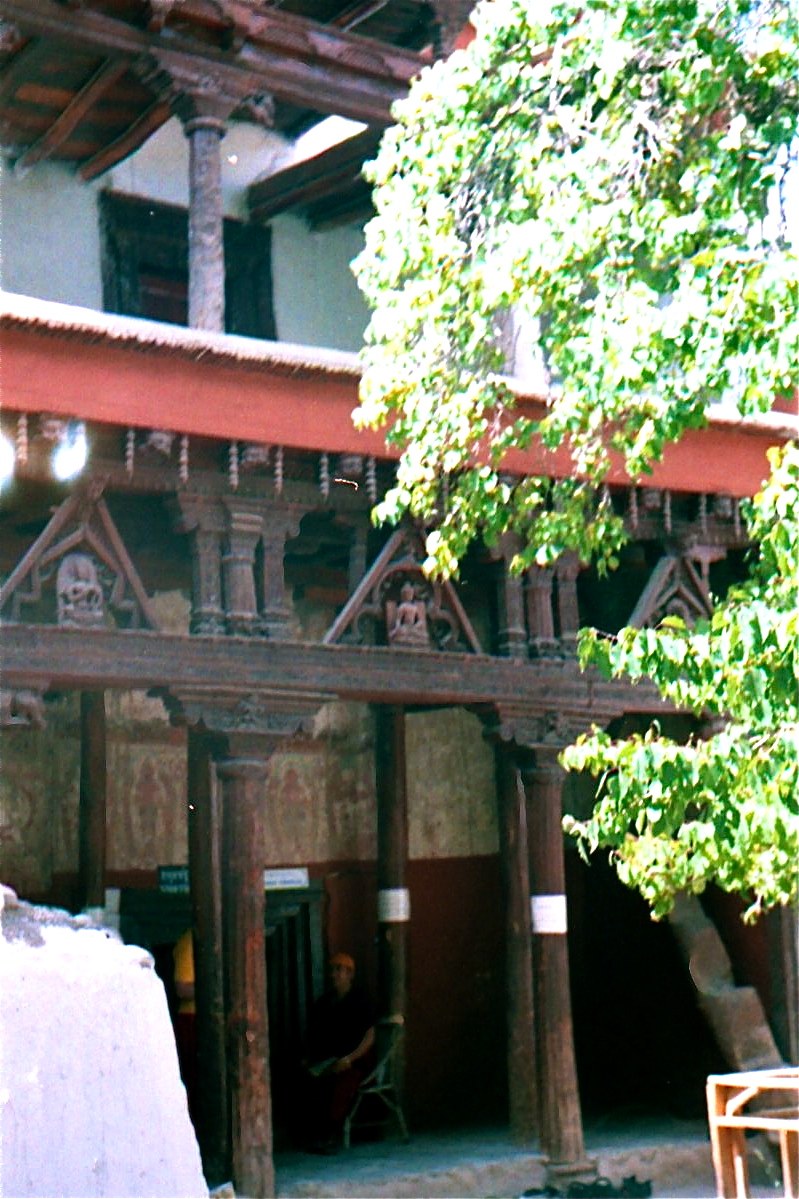
Le Sumtsegs à Alchi

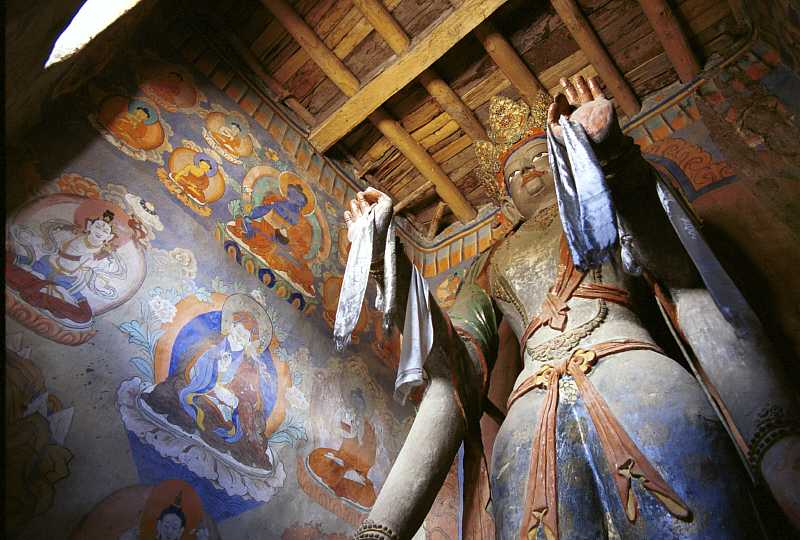
Statue de Tara à Alchi

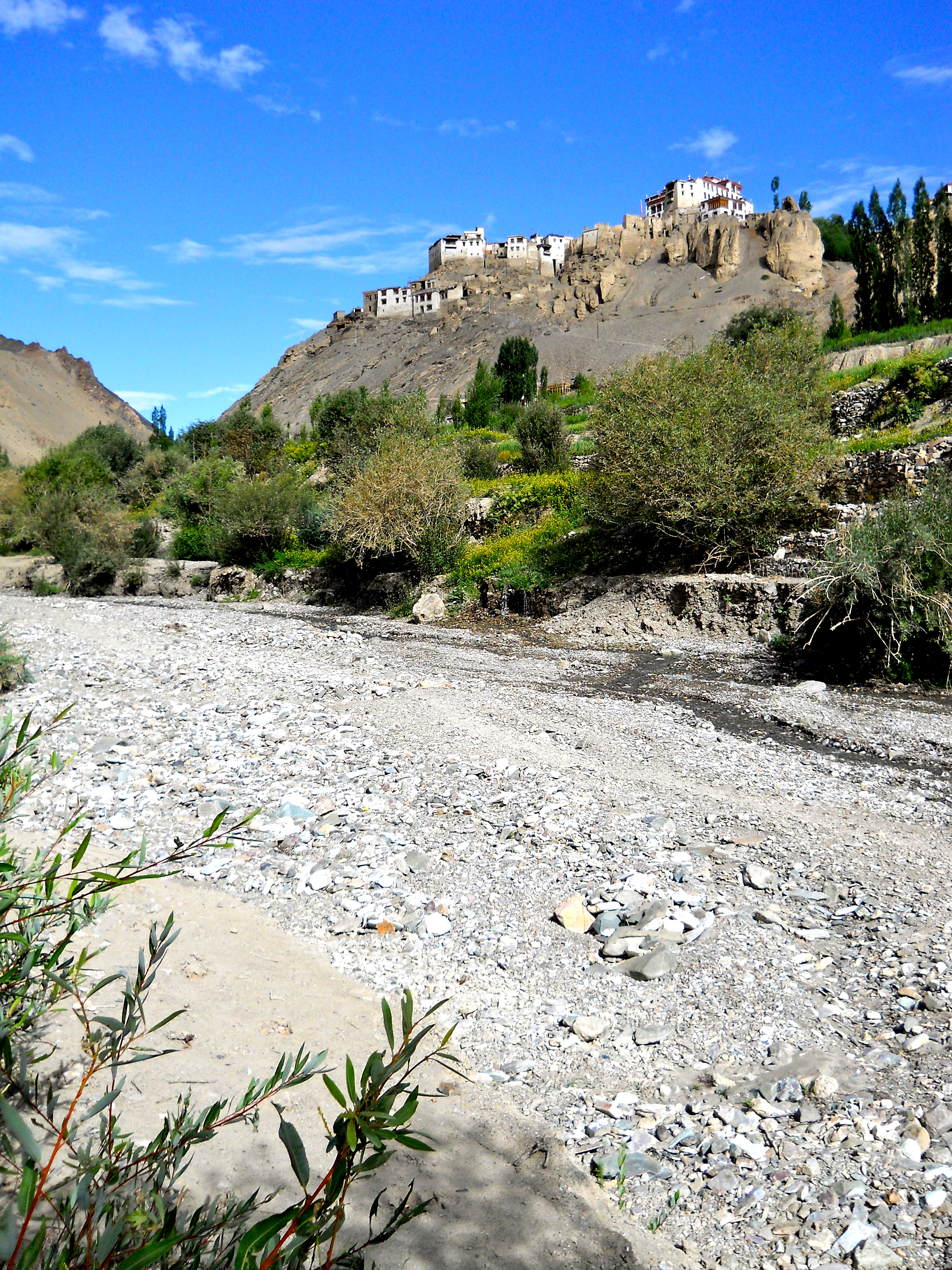
Lamayuru

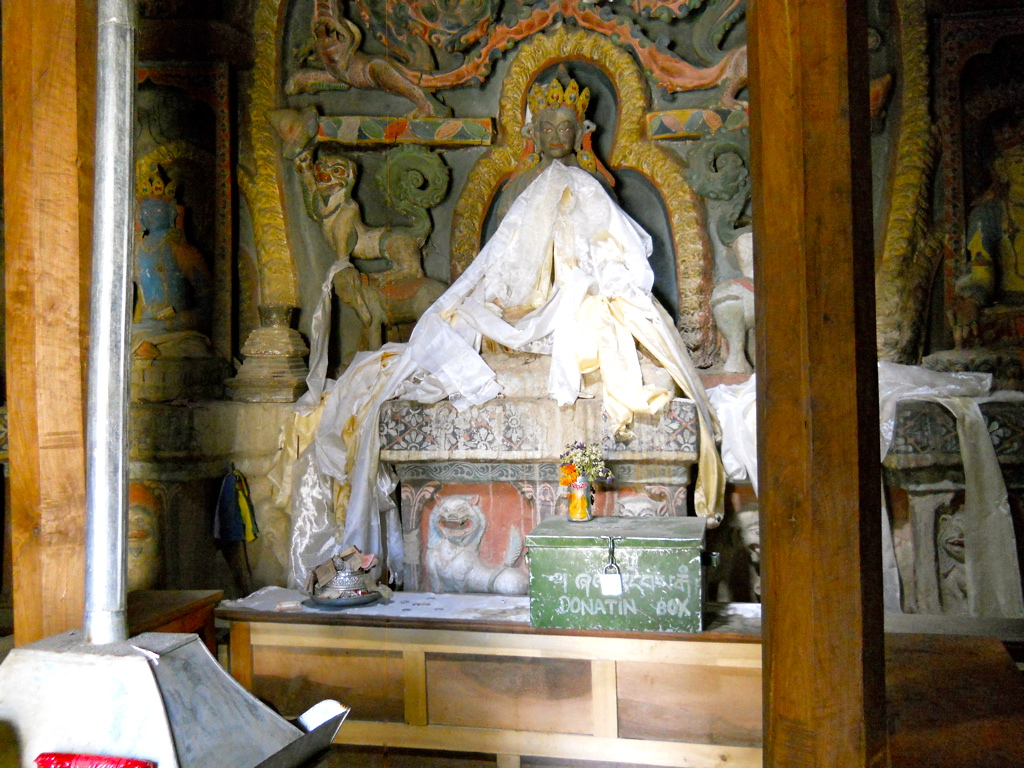
Le Sengue Lhakhang à Lamayuru

Les premières fondations importantes ne sont pas l’œuvre de rois, mais de Rinchen Zangpo (རིན་ཆེན་བཟང་པོ།), au début du XIe siècle. Ce grand traducteur à qui la tradition attribue la fondation de cent huit temples parmi lesquels le monastère de Tabo au Spiti, Alchi et le Senge Lhakhang de Lamayuru au Ladakh, partit chercher des enseignements au Cachemire. Par la suite, durant la seconde moitié du XIe siècle et le début du XIIe, trois rois importants se succèdent : Lhachen Gyalpo, Utpala et Naglug. Le premier d’entre eux posa les fondements du monastère de Likir. Jusqu’alors, le haut et bas Ladakh étaient encore divisés avec : le bas-Ladakh constitué de petits royaumes et le haut occupé par la dynastie des Lhachens. Utpala unifia les forces du bas et haut Ladakh et continua la conquête de territoire commencée par Nyimagön ; il occupe Kullu, Purang, le Mustang et le Balti. Son territoire était peut-être même plus grand que celui de son ancêtre Nyimagön. Naglug, quant à lui, fonda les palais de Wanla et de Khalatse. Ce serait aussi lui qui aurait construit le premier pont sur l’Indus à Khalatse.
À la charnière entre le XIIIe et le XIVe siècle, le règne du roi Norup est marqué par la disparition de la tradition Bön. C’est peut-être lié aux actions de ce roi en faveur du bouddhisme. Non seulement il fait rénover des temples et commande deux copies du Kangyur, mais il va aussi encourager les moines à aller étudier au Tibet central,.
Le cas du fils de Norup (དངོས་གྲུབ།), le prince Rinchen (རྒྱལ་བུ་རིན་ཆེན།), est important à étudier. C’est autour de l’histoire de ce roi du Ladakh que Francke commet une grosse erreur. En effet, bien que certains ouvrages continuent de soutenir les thèses de Francke, des chercheurs comme Petech ont montré ses incohérences et réfutent ses idées. Francke s’appuie sur trois “preuves” pour expliquer que le prince Rinchen aurait occupé le Cachemire, se serait converti à l’Islam et aurait pris le nom de Sultan Sadar-Ud-Din. Selon Francke, le fait qu’il n’apparaisse qu’en tant que prince dans les chroniques serait en raison de sa conversion, que les compilateurs bouddhistes auraient voulu cacher. Nous verrons que ce problème ne se pose pas à l’avenir. Cette thèse ne s’appuie pas sur de véritables preuves, mais plus sur des similitudes historiques entre le Cachemire et le Ladakh.
Au début du XVe siècle, le Baltistan est attaqué par les armées musulmanes du Sultan Zain-Ud-Abidin. Deux attaques sur le Tibet qui firent beaucoup de destructions jusqu’à Gugé. Ces attaques apparaissent dans les chroniques du Cachemire mais ne sont pas présentes dans les chroniques du Ladakh. On écrit souvent l’histoire des gagnants, rarement celle des vaincus. À la même époque Tritsugde (ཁྲི་བཙུགས་ལྡེ།) est le roi du Ladakh, et les bouleversements qui ont suivi ces invasions sont à l’origine de la seconde dynastie. Francke considère même Tritsugde comme étant le dernier roi de la dynastie Lhachen. Selon Petech, deux autres rois vont suivre et le dernier aurait été Lodrö Chogden (བློ་གྲོས་མཆོག་ལྡན།). Celui-ci aurait envoyé des présents à Gendun Drub (དགེ་འདུན་གྲུབ།) (1391-1474), et malgré des succès militaires il fut écarté du pouvoir et mis en prison par le premier roi de la seconde dynastie, Bhagan.

## Seconde dynastie tibétaine: les Namgyal

### Changement de dynastie

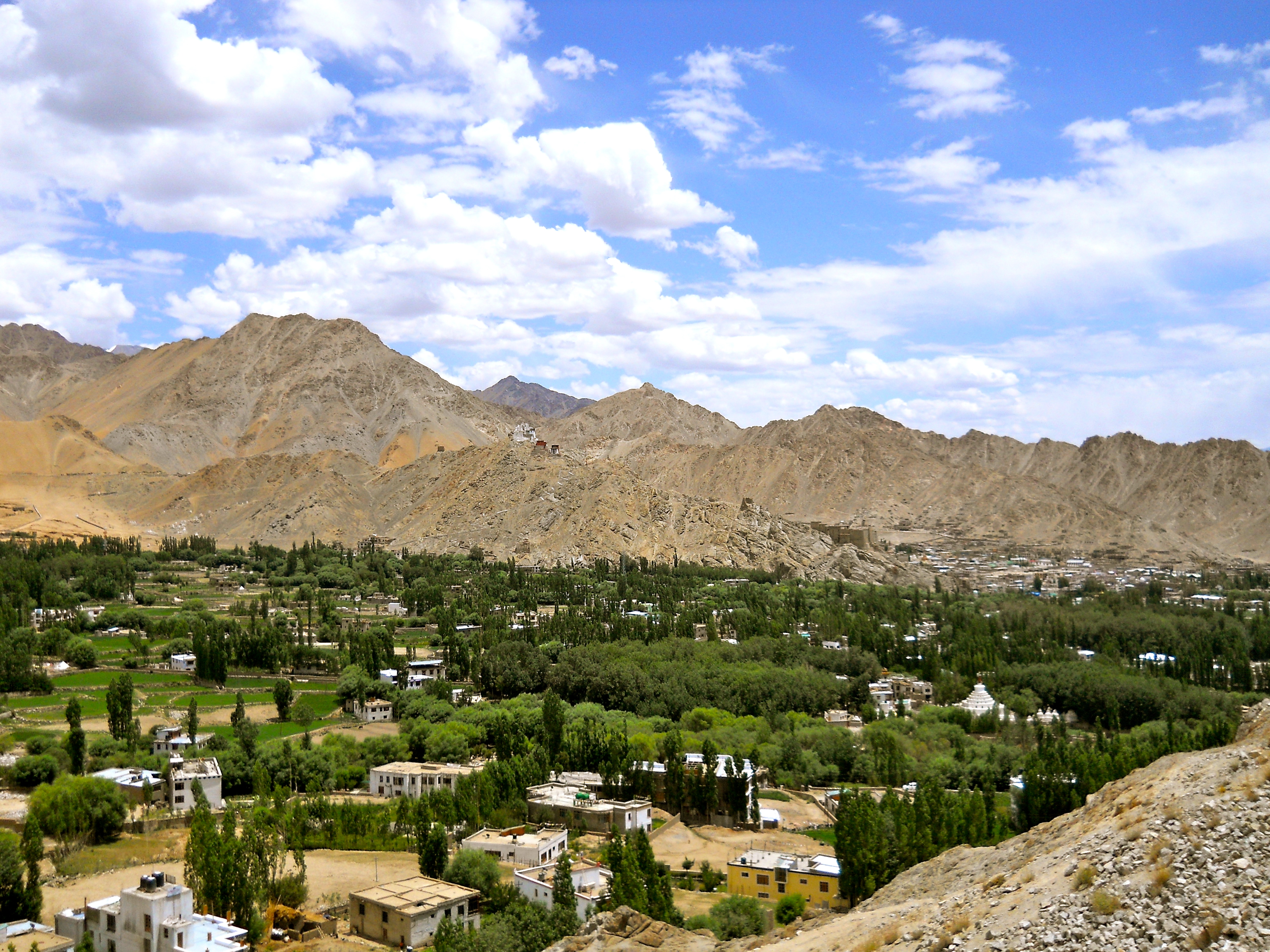
La vallée de Leh

Durant les attaques musulmanes du XVe siècle, le royaume s’est divisé entre les deux fils de Trisugde. C’est pourquoi Francke considère ce roi comme le dernier des Lhachen. Pourtant, Dragbumde (གྲགས་འབུམ་ལྡེ།) le fils aîné va régner encore sur le haut Ladakh ainsi que son fils Lodrö Chogden. Dragpabum le fils cadet, frère de Dragbumde, fonde un royaume dans le bas-Ladakh autour de Basgo. Puis installe sa capitale à Temisgam.
Les chroniques ne disent rien de son fils Bhara. Le fils de Bhara, Bhagan, forme une alliance avec la population de Shey, détrône Lodrö Chogden et impose une nouvelle dynastie celle des « victorieux », les Namgyal (རྣམ་རྒྱལ།). Bhagan et Lodrö Chogden sont cousins, et la seule grande différence entre ces deux dynasties demeure peut-être dans le mode de succession. Si la dynastie Lhachen semble être une dynastie héréditaire en faveur de l’aîné uniquement, la dynastie Namgyal quant à elle permet la succession entre frères et avec les neveux.

### Premiers rois (XVIesiècle)
La seconde dynastie, celle des Namgyal, débute à la fin du XVe siècle. Pourtant, les dates de règnes posent un problème, non seulement pour les premiers rois, mais pour leurs successeurs aussi. Nous utiliserons ici les recherches de Luciano Petech The Kingdom of Ladakh publié dans les années 1970. En comparant ce travail avec sa thèse de doctorat sur les chroniques du Ladakh, nous remarquons qu’il apporte des changements et des propositions quant à la généalogie de la seconde dynastie. Ainsi, au regard des durées de règne, Petech suppose qu’il semble manquer trois rois entre Bhagan et Tashi Namgyal (བཀྲ་ཤིས་རྣམ་རྒྱལ།). Il ne donne pas de nom pour le successeur de Bhagan, mais il situe ce règne vers 1485 à 1510. Nous trouvons un nom supposé pour les deux suivants, Lata Jughdan et Kunga Namgyal (ཀུན་དགའ་རྣམ་རྒྱལ།), dont les dates de règne respectives seraient 1510 à 1535, et 1535 à 1555.
Petech trouve une trace de Lata Jughdan dans le Tarikh-i-rashidi de Mirza Haidar qui décrit son expédition au Ladakh en 1532 ,. Il précise cependant qu’il y avait deux gouverneurs au Ladakh. Pour ce qui est de Kunga Namgyal, Petech se réfère à une inscription à Taru. Les premiers règnes de la dynastie Namgyal restent encore à être étudiés. Plusieurs théories sont possibles : le Ladakh était probablement encore disloqué en petits royaumes, ou bien la gouvernance s’est faite en collaboration entre frères ou parents, ou encore le règne de Tashi Namgyal fut si prestigieux qu’il occulta ses prédécesseurs. En effet, les chroniques considèrent Bhagan comme étant le père de Tashi Namgyal.

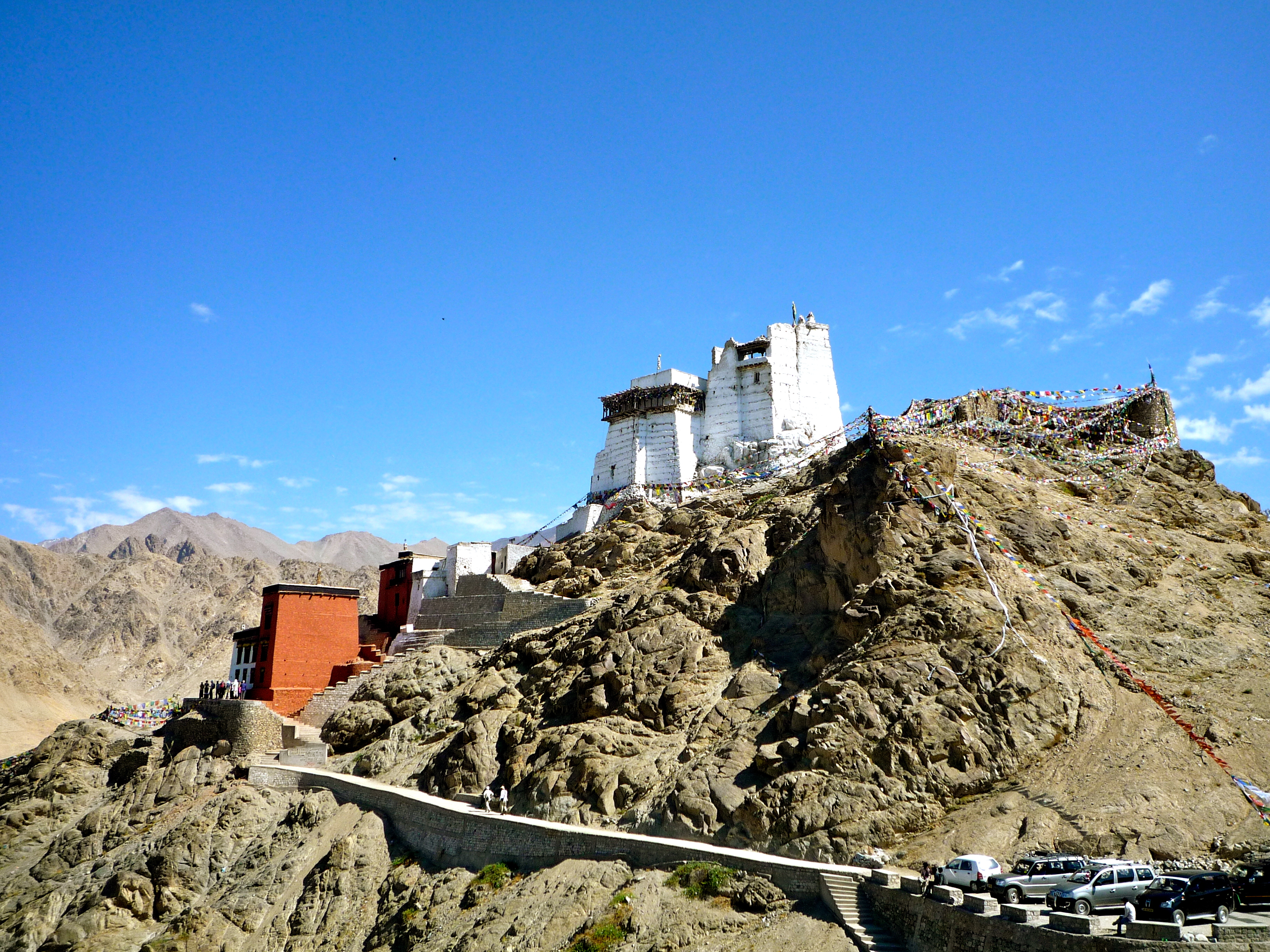
Le Namgyal Tsemo Gompa.

Le cinquième roi des Namgyal fut donc Tashi Namgyal, qui régna de 1555 à 1575. C’est avec lui que le Ladakh va connaître le début de sa période de prospérité jusqu’au XVIIe siècle. Bien qu’il ait pris le pouvoir à son frère d’une manière brutale (il lui a fait crever les yeux et enfermer à Lingshed), Tashi Namgyal reste un fondateur et mécène important. Il déplace la capitale de Shey à Leh où il fait construire le palais du Namgyal Tsemo (རྣམ་རྒྱལ་རྩེ་མོ།). Il finance aussi des ponts. Il encourage le développement du bouddhisme en faisant des dons à Lhasa, Samye, Sakya… Son maître principal, Denma Kunga Dragpa, est le fondateur du monastère de Phyang qui marque l’implantation de la lignée Drikung Kagyu au Ladakh. Il va aussi entreprendre des réparations à Alchi. D’un point de vue militaire, il reconquiert une large partie du Tibet occidental que les tensions et invasions avaient divisé et repousse notamment des attaques du Cachemire en 1562.
À sa mort, n’ayant pas d’enfants, ce sont ses neveux, les fils de son frère aveugle Lhawang Namgyal (ལྷ་དབང་རྣམ་རྒྱལ།) qui reprennent le pouvoir : Tsewang Namgyal (ཚེ་དབང་རྣམ་རྒྱལ།), qui règne de 1575 à 1595, Namgyal Gönpo (རྣམ་རྒྱལ་མགོན་པོ།) qui règne de 1595 à 1600 en collaboration avec son frère Jamyang Namgyal (འཇམ་དབྱངས་རྣམ་རྒྱལ།) qui règne de 1595 à 1616. Ici encore, Petech propose ce règne de Namgyal Gönpo bien qu’il n’apparaisse pas en tant que roi dans les chroniques, mais il se base sur une inscription lui donnant le titre royal complet de Grand Roi du Dharma (ཆོས་རྒྱལ་ཆེན་པོ།),. De plus, il se pourrait que Namgyal Gönpo soit le prince tibétain que le frère jésuite Bento de Gois aurait rencontré à Yarkand. Pourtant, Petech ne fait que souligner la ressemblance des noms et rapproche aussi l’épisode de Bento de Gois avec le fils d’un gouverneur de la Nubra.

### Senge Namgyal (སེང་གེ་རྣམ་རྒྱལ།) (r. 1616-1647)

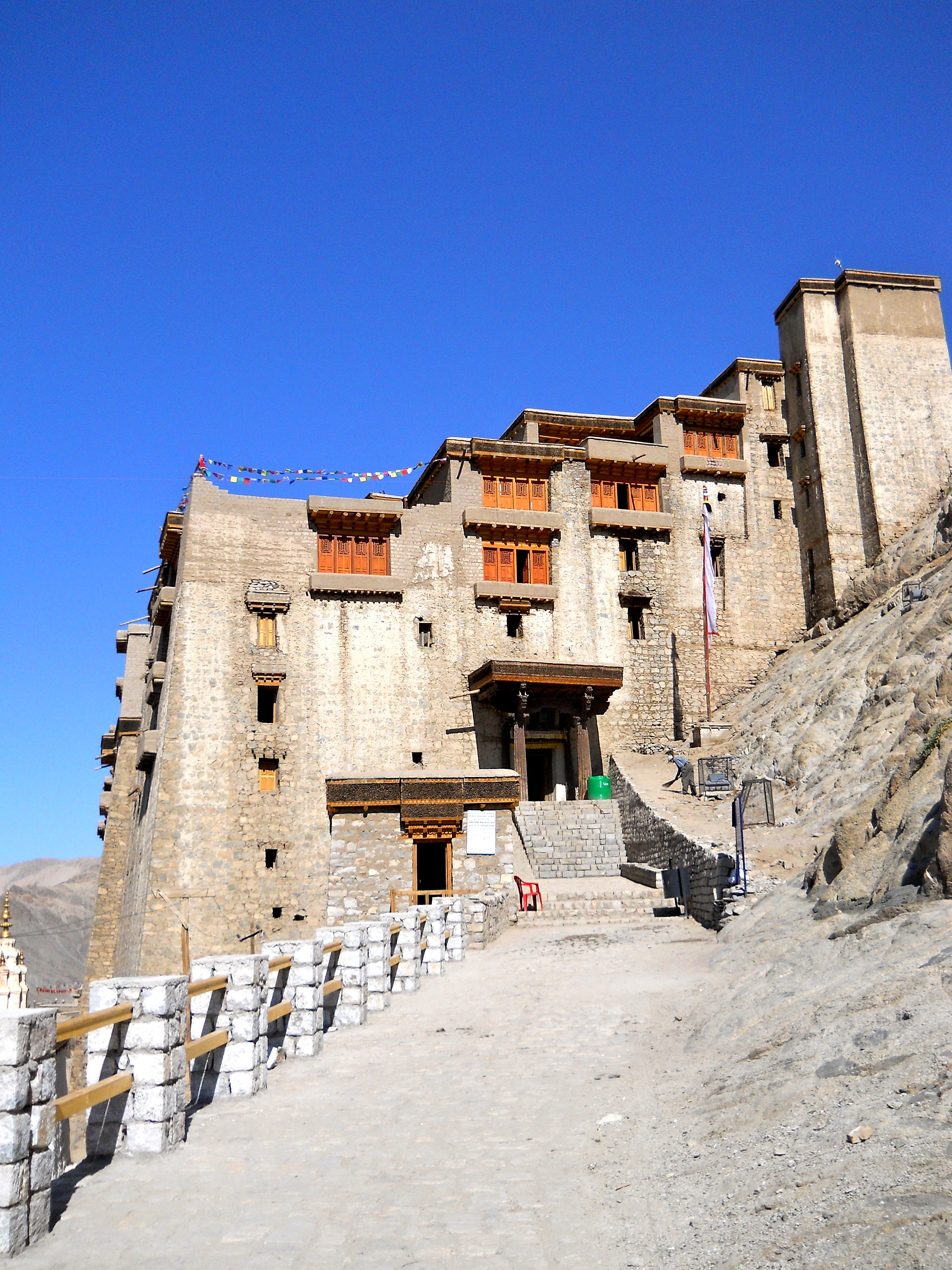
Entrée du palais de Leh.

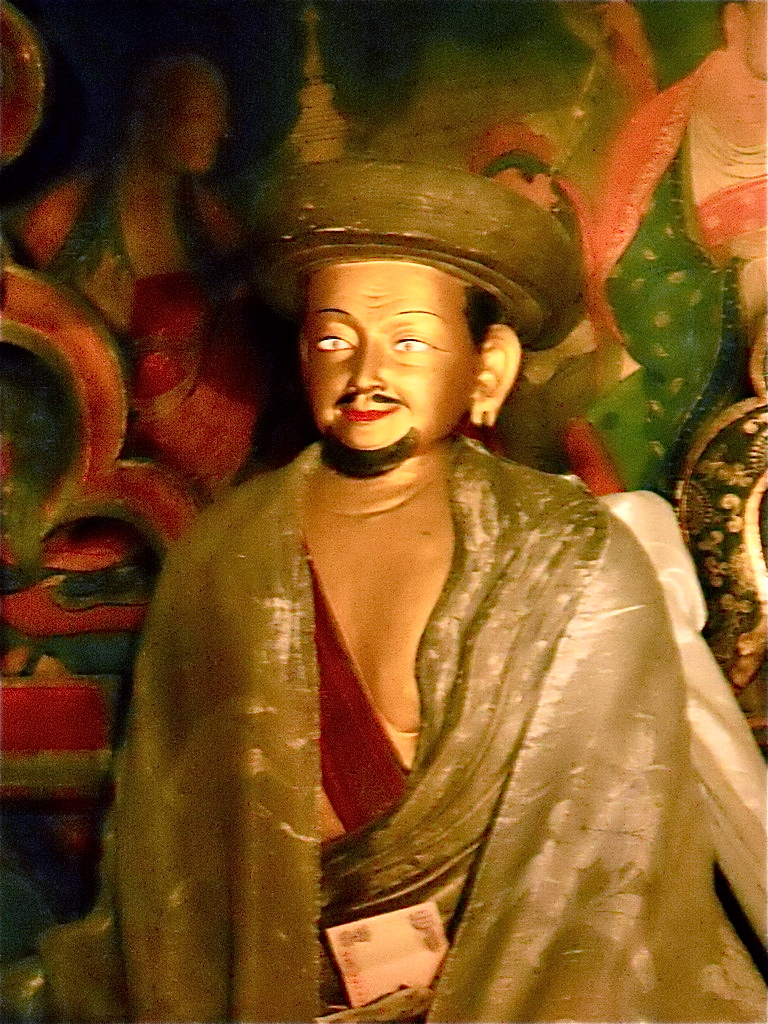
Stagtshang Raspa à Chemre

Durant le règne de Jamyang Namgyal, le chef de Skardu, Ali Mir Sher Khan (en), occupe le Ladakh, avec pour conséquence la destruction de nombreux textes. Un mariage entre les rois et les princesses de chaque partie permet de sceller la paix. Les deux premiers fils de Jamyang Namgyal avec la reine Tsering Wangmo (ཚེ་རིང་དབང་མོ།) sont écartés du pouvoir,. Les successeurs des rois du Ladakh devront être les enfants des Gyal Khatun (རྒྱལ་ཁ་ཏུན།), la fille d’Ali Mir. Les armées du Balti rentrent à Skardu après les noces à Leh, les autorités bouddhistes reconnaissent en Gyal Kha-tun une incarnation de Tara. La légende du rêve d’Ali Mir : « Hier, j’ai rêvé que je voyais un lion sortir de la rivière en face du palais en sautant sur Gyal Khatun. Au même moment, Gyal Khatun conçut [un enfant]. Maintenant, il est certain qu’elle donnera naissance à un garçon, que nous devrions appeler Senge Namgyal. ». a probablement aussi permis au peuple d’accepter cette reine musulmane ainsi que le successeur de Jamyang, Senge Namgyal.
Le règne de Senge Namgyal est l’un des plus importants, malgré une querelle avec son frère qui lui prit le pouvoir une année. Senge Namgyal fut un bâtisseur, un meneur d’hommes et un mécène important pour le Tibet occidental. La vie de ce roi est intimement liée à son maître, Stagtsang Raspa (སྟག་ཚང་རས་པ།). Ce maître, de la lignée drukpa Kagyu, est né au centre du Tibet dans le clan Khön (མཁོན།) à l’origine de la lignée sakya. Il partit en pèlerinage au Wutaishan en Chine avant de retourner au Tibet pour repartir à l’Ouest, en Uddiyana. Lors de son premier passage au Ladakh, Jamyang Namgyal l’invita, mais ce n’est qu’à son retour qu’il s’installa auprès de Senge Namgyal. Leurs noms respectifs sont utilisés pour montrer la puissance de cette collaboration, roi lion et maître tigre.

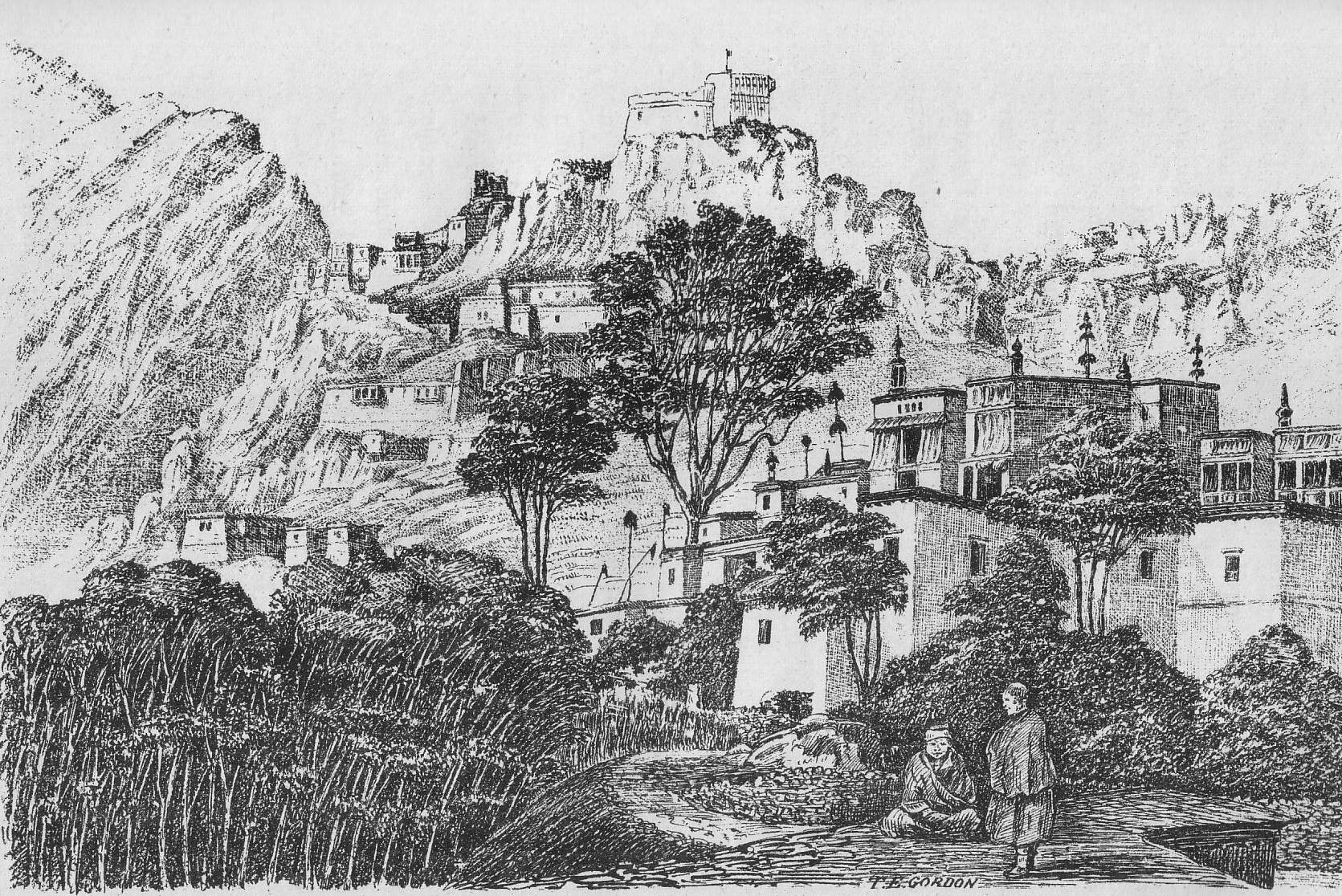
Le monastère de Hemis en 1876

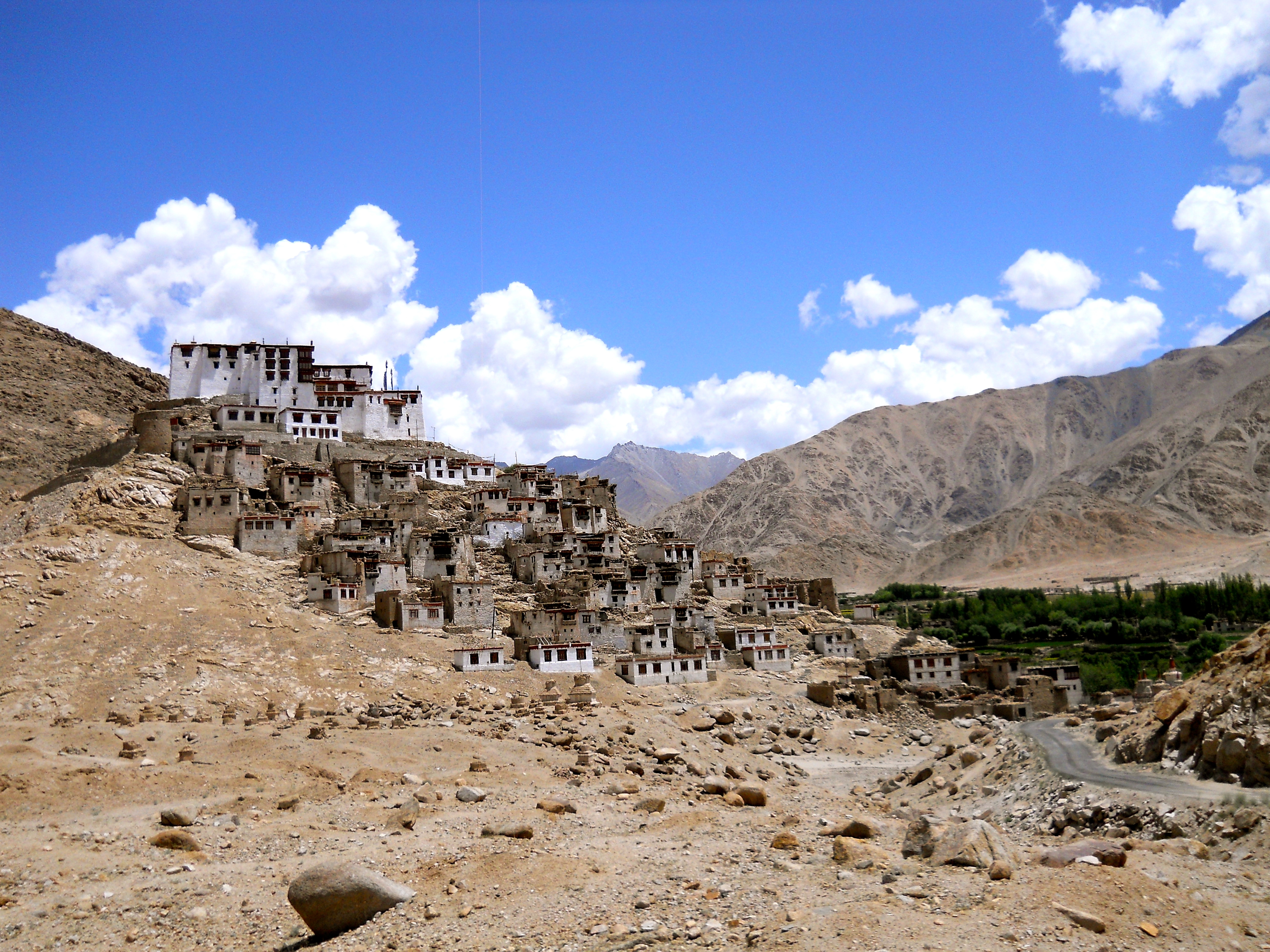
Le monastère de Chemre

D’après le récit de la vie de Stagtsang Raspa qui revint d’Uddiyana vers 1616, c’est la reine Gyal Khatun qui assura le pouvoir au début du règne de Senge Namgyal. En 1622, la collaboration du roi et de Stagtsang Raspa est marquée par la fondation, à Basgo, du temple de Maitreya. Lorsque son frère Norbu Namgyal lui prit le pouvoir en 1623 (avant de mourir rapidement) Senge Namgyal se réfugia à Hanle où il fonda un temple. Le palais de Leh fut construit à son retour sur le trône. Vers 1630, le monastère de Hemis est fondé sur l’impulsion de Stagtsang Raspa, ce monastère deviendra le plus important du Ladakh avec plus de cinq cents moines et marque l’implantation de la lignée drukpa Kagyu au Ladakh. À la mort du roi en 1642, Stagtsang Raspa rend hommage au roi en fondant le monastère de Chemre.
Senge Namgyal fut aussi un grand meneur d’hommes. En 1630, il mit fin aux querelles que le Ladakh entretenait depuis dix-huit années avec Gugé en l’annexant, étendant ainsi la zone d’influence du Ladakh jusqu’au Maryum-la. En 1638 et 1640, il fit face aux armées mongoles venues du Tibet central : une première fois contre Cho-kur, un descendant d’Altan Khan puis une seconde contre Güshi Khan. La première lui permit d’asseoir son autorité si bien qu’il n’y eut pas de bataille en 1640, les Mongols ayant jugé plus prudent de se retirer devant une armée regroupant des hommes venus de tout le Tibet Occidental. Durant ces conflits Stagtsang Raspa joua parfois un rôle de conciliateur.
À l’Ouest, le Purig, musulman, avait été pacifié vers 1625, mais en 1639, Adam Khan, un des fils d’Ali Mir, fut installé comme chef de Skardu. Les armées du Balti, soutenues par le gouvernement indien du Moghol Shah Jahan, attaquèrent le Purig puis se retranchèrent avant l’hiver. Senge Namgyal aurait été capturé durant une bataille. Il fut libéré contre la promesse de payer un tribut, ce qu’il ne fit jamais. Par vengeance, Senge Namgyal interdit l’accès du Ladakh aux Cachemiri, ce qui eut des conséquences catastrophiques sur le commerce et l’économie du Ladakh. Le commerce entre le Tibet et l’Inde ne transita plus que par le Népal alors que les routes commerciales entre le Cachemire et Kachgar ne se sont plus faites que par Skardu, isolant complètement le Ladakh sans que ni les Cachemiris, ni les Moghols ne soient gênés. Cette décision marque le début de la chute du royaume du Ladakh, dont les difficultés seront révélées lors du règne de Delden Namgyal (1646-1675), le fils de Senge Namgyal, après la mort de ce dernier en 1646.

### Déclin

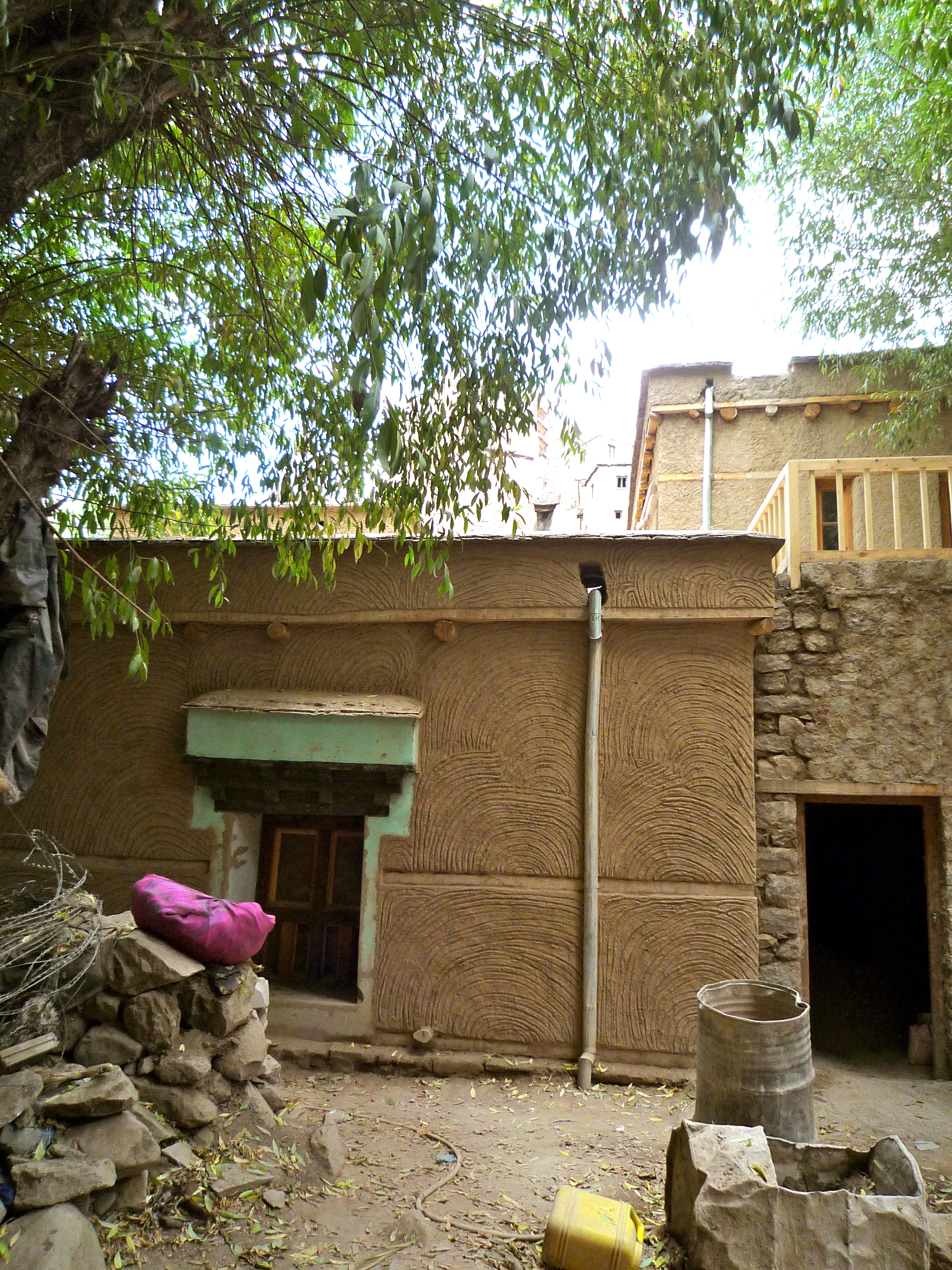
Mosquée Sharif à Leh.

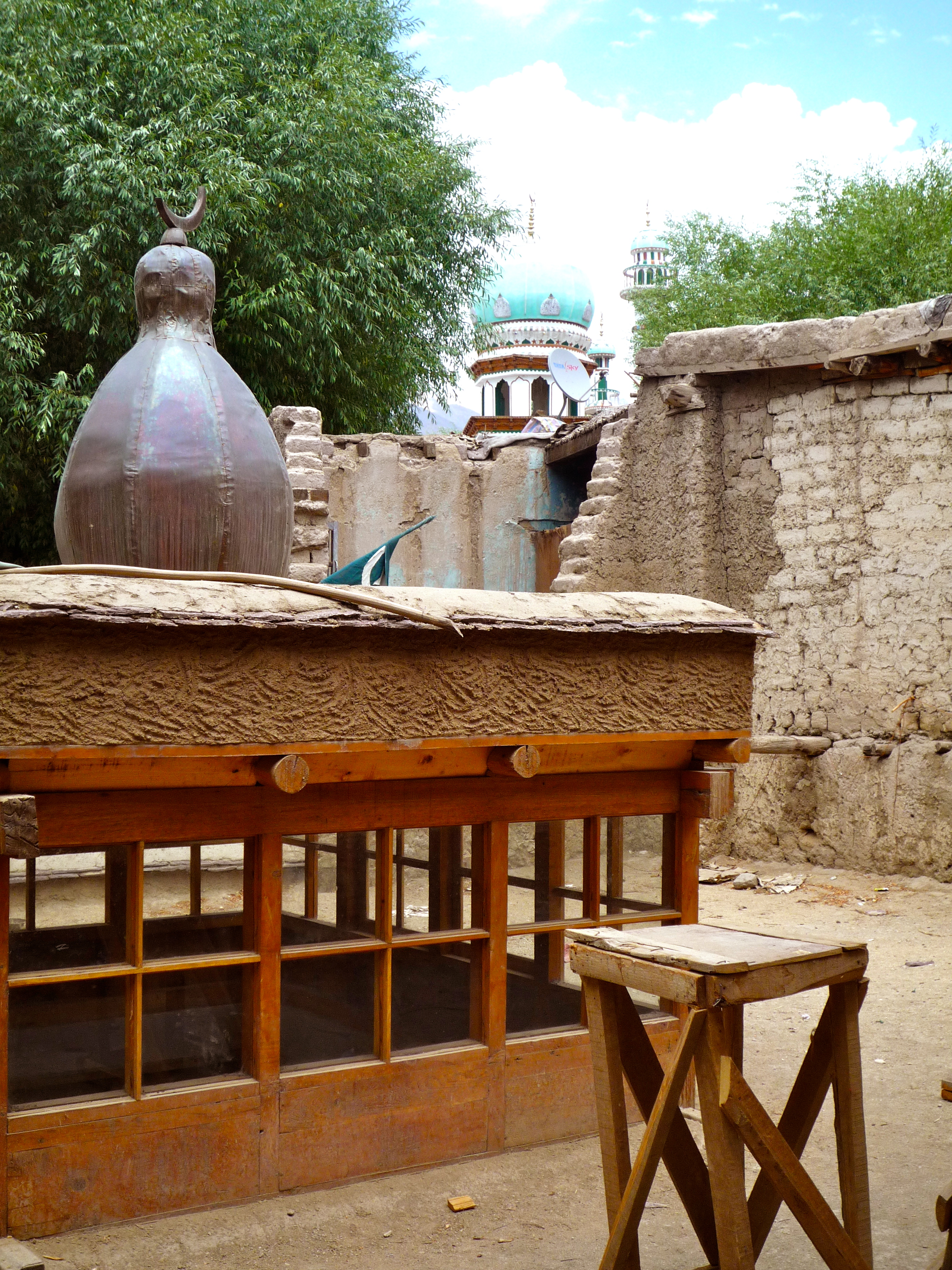
Toit de la mosquée Sharif, au fond la mosquée Shiite

Le règne de Delden Namgyal (བདེ་ལྡན་རྣམ་རྒྱལ།) est marqué par divers conflits. D’une part entre les lignées bouddhistes Guéloug et Kagyu (représentée au Ladakh par les drukpa-kagyü et drigung-kagyü). D’autre part, l’influence moghole se fait sentir. En 1663, Aurangzeb (1618-1707) visite le Cachemire et menace le Ladakh d’une invasion, cette intimidation est appuyée par ses alliés du Balti. Delden Namgyal lui envoie une ambassade forte de diverses promesses. Aurangzeb de retour à Delhi, Delden Namgyal “oublia” l’accord passé. Deux ans plus tard, le grand Moghol envoya Saïf Khan (n.c.) auprès du roi du Ladakh pour lui faire reconnaître la suzeraineté de l’empire Moghol sur le Ladakh,. Trois conditions principales marquent cette reconnaissance : l’écoute du sermon de la prière du vendredi (la Khutba), la frappe de pièces et la construction d’une mosquée.
Son fils, Delegs Namgyal (བདེ་ལེགས་རྣམ་རྒྱལ།) (1675-1705) va devoir protéger son pays des armées mongoles du Tibet. Depuis 1642 et la prise du pouvoir sur le Tibet central des Mongols soutenus par les guélougpa, le Ve dalaï-lama Ngawang Lobsang Gyatso (ངག་དབང་བློ་བཟང་རྒྱ་མཚོ།) (1617-1682) a entrepris une expansion du territoire et la diffusion de sa lignée. Le Tibet central entre en conflit avec le Bhoutan. En 1681, le dalaï-lama déclare la guerre au Ladakh et envoie le moine-général mongol Ganden Tsewang (དགའ་ལྡན་ཚེ་དབང་།) (n.c.) à la tête d’une petite armée. La guerre dura trois ans avec des temps de repos. Le climat ne permettant pas des manœuvres en toute saison, les périodes de batailles s’étalent pendant l’été jusqu’en automne. En 1682 Ganden Tsewang conquiert Leh et assiège Basgo (ou Basko). Durant cet hiver les Ladakhis, réfugiés à Temisgam avec à la tête de l’armée le premier ministre Shakya Gyatso (n.c.), sont contraints de demander de l’aide au Cachemire. L’année suivante, en 1683, les troupes de Ganden Tsewang sont repoussées jusqu’au frontières du Ladakh, à Tashigang. L’article de Luciano Petech « The Tibetan-Ladakhi-Moghul War (1681-83) » décrit parfaitement toutes les étapes de ce conflit en recoupant des sources aussi bien mogholes que tibétaines ou ladakhies.
Un accord préalable est signé avec le Ladakh en attendant l’accord définitif connu sous le nom de traité de Temisgam signé en 1684. Craignant la conversion à l’islam du roi du Ladakh, le régent Sangyé Gyatso (སངས་རྒྱས་རྒྱ་མཚོ།) (1653-1705) envoya le hiérarque de la lignée drukpa, le XVIe Gyalwang Drukpa Mipam Wangpo (རྒྱལ་དབང་འབྲུག་པ་མི་འཕམ་དབང་པོ།) (1641-1717), pour ratifier le traité. Il faut insister sur le fait que cette guerre n’implique pas uniquement des raisons religieuses, mais aussi économiques. Pour les Tibétains comme pour les Cachemiris, le contrôle du commerce de laine est au centre des accords de paix. Le traité est à l’origine du Lo-chag, caravane commerciale initialement prévue pour payer le tribut du Ladakh à Lhasa tous les trois ans. Le Tibet récupère la région du Ngari (མངའ་རིས།), qui avait été conquise par Senge Namgyal, et réaffirme les limites du Ladakh historique comme l’avait défini Nyimagön.
Cette guerre marque particulièrement le déclin du royaume du Ladakh et la fin de son indépendance. Le Ladakh devient une zone tampon sous la double suzeraineté du Cachemire et du Tibet. Cependant, la dynastie est toujours en place bien que le royaume ait doublement à payer les indemnités de guerre vis-à-vis du Tibet et du Cachemire en plus du tribut qu’il leur doit régulièrement.
Les liens religieux avec les drukpa du Bhoutan furent maintenus, mais la lignée guéloug prit de l’importance. Le frère cadet du roi Delegs Namgyal fut emmené à Lhasa comme otage. Il se fit moine et entra à Drépoung et fut nommé abbé du monastère de Pelkhor Chödé à Gyantse en 1694. L’abbé de Thiksey, monastère mère Guéloug, fut désormais nommé directement par Lhasa.
Au XVIIIe siècle, le roi Nyima Namgyal (ཉི་མ་རྣམ་རྒྱལ།) (1705-1734), fils de Delegs Namgyal, est à citer pour sa tentative de réorganisation judiciaire du pays. Il est question ici d’octroi de titres de propriété, mais aussi de l’organisation du tribunal. Nyima Namgyal est aussi connu comme “roi de la foi” en raison des nombreuses constructions qu’il finança. Les règnes suivants ne sont pas marqués par des événements importants. Luttes de pouvoir, soulèvements, révoltes, épidémies… n’ont pas fini d’affaiblir la royauté.

### Derniers rois du Ladakh

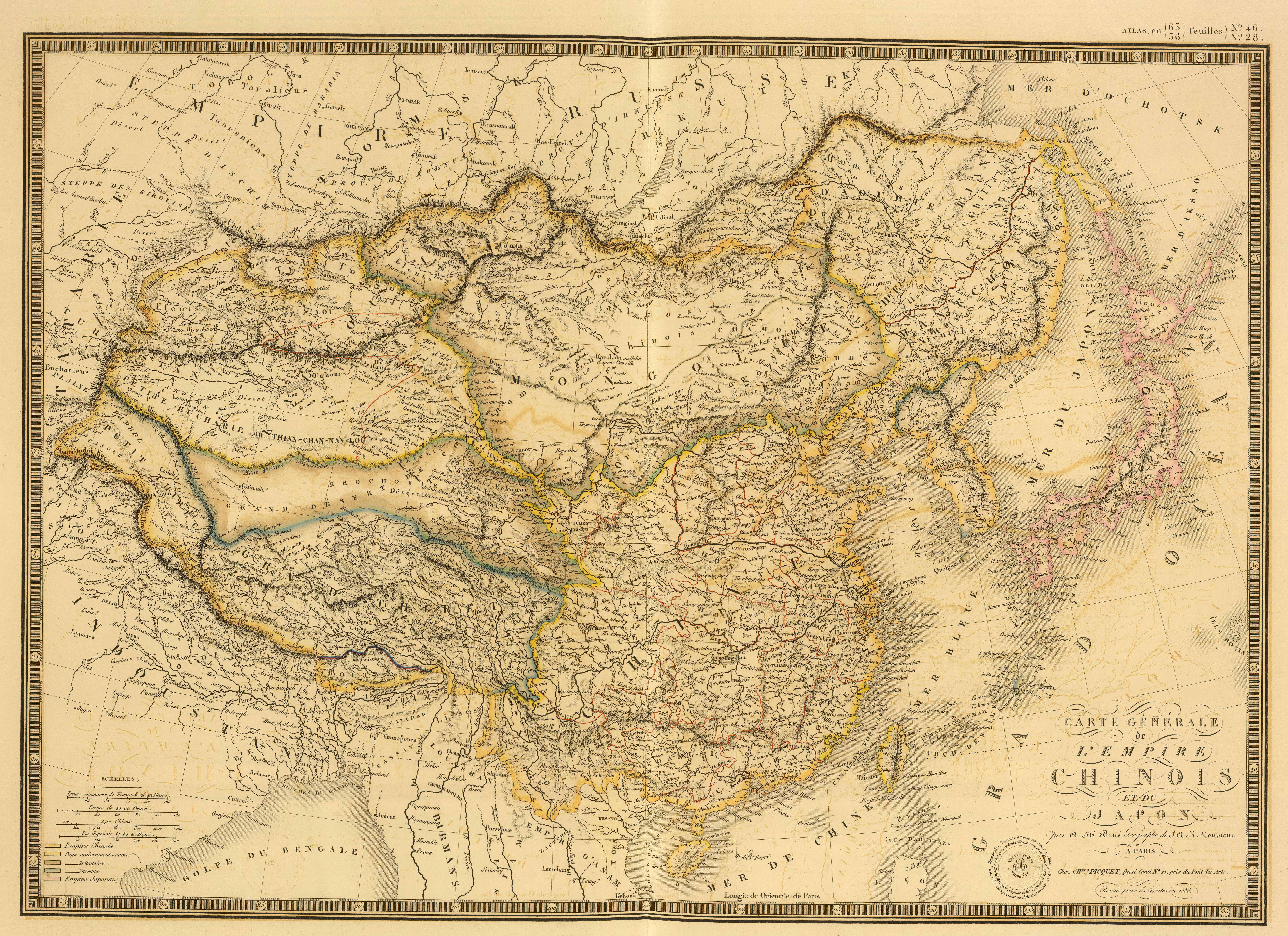
Carte de l'Empire chinois en 1836 par Adrien-Hubert Brué au sein duquel se trouve le « Petit Thibet » comprenant « Ladak »

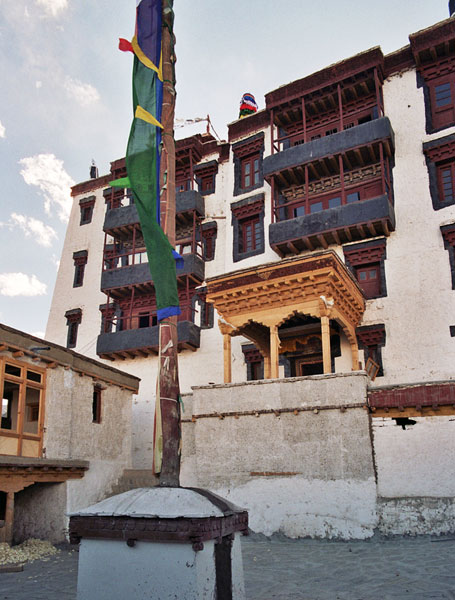
Le palais de Stok

La fin du XVIIIe siècle préfigure la guerre Dogra de 1834 à 1842 qui marquera la fin du pouvoir de la royauté au Ladakh depuis le Xe siècle. Au début des années 1750, Tsewang Namgyal (ཚེ་དབང་རྣམ་རྒྱལ།) (1753-1782), arrière-petit-fils de Nyima Namgyal, devient roi. Il se montra tyrannique et des soulèvements eurent lieu contre lui. Sa première femme le quitta et il épousa une musulmane de basse caste connue sous le nom de Bibi. En 1781, il dut abdiquer à la suite de nouvelles révoltes.
C’est son fils Tseten Namgyal (ཚེ་རྟེན་རྣམ་རྒྱལ།) (1782-1802), âgé de trois ans, qui fut intronisé. Il devint populaire mais mourut prématurément de la variole. Le huitième Drukchen Kunzig Mipham Chökyinangwa, alors invité au Ladakh, présida ses funérailles. Son frère, Tsepal Döndrup Namgyal (ཚེ་དཔལ་དོན་གྲུབ་རྣམ་རྒྱལ།) (1802-1837, 1839-1841), abandonna son statut de moine et fut proclamé roi. Ce fut aussi un grand mécène, il fit construire de nombreuses statues et le palais de Stok où la famille royale s’installa. Il aurait abdiqué un temps en faveur de son fils, Tsewang Rabten (mort en 1839) appelé Chogtrul (མཆོག་སྤྲུལ།), réincarnation de Stagtsang Raspa. Cette période est marquée par des invasions au Lahul, au Spiti et au Zanskar. C’est aussi durant le règne de Tsepal Döndrup Namgyal que William Moorcroft (1767-1825), George Trebeck (1800-1825) et Alexandre Csoma de Körös ont traversé le Ladakh.

## Guerres dogras
En 1819, Ranjit Singh (1780-1839) conquit le Punjab. Goulab Singh (1792-1857), le roi de Jammu, sous l’autorité de Ranjit Singh, eut pour projet de contrôler le commerce de laine du Tibet occidental. Il confia cette tâche au général Dogra Zorawar Singh (1786-1841) qu’il avait placé comme gouverneur du Kishtawar peu de temps avant. Il lui fallu pas moins de trois campagnes avant d’écraser toutes les velléités de la résistance ladakhie.

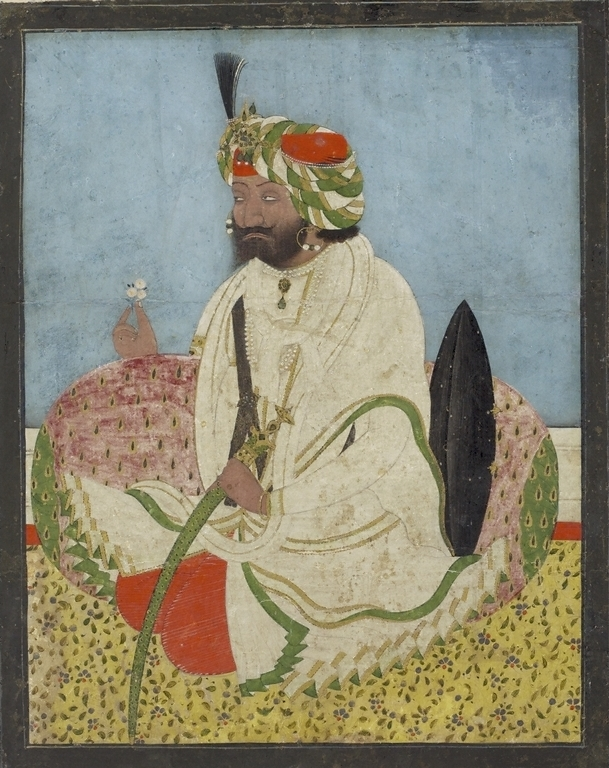
Gulab Singh

Pour la première campagne, les troupes de Zorawar Singh (en) avec environ cinq mille soldats bien équipés remontèrent la vallée de la Chenab pour redescendre dans la vallée de la Suru au Purig. La rencontre entre l’armée dogra et les premières résistances ladakhies eurent lieu le 16 août 1834 au sud de Kartse. Les ladakhis, mal équipés face aux bandukchi (mousquetaires (matchlockman)) dogras, durent reculer jusqu’à Paskyum où une bataille importante se termina par la défaite des ladakhis après la mort de leur chef, le ministre de Stok. L’hiver arrivant, Zorawar Singh proposa un traité qui fut refusé par la reine Zizi. Dès avril 1835, les ladakhis reprirent l’offensive dans la vallée du Suru, au Langkartse. Bien que les dogras comptèrent de nombreuses pertes, ils furent vainqueurs et repoussèrent les ladakhis jusqu’à Lamayuru où le roi Tsepal Namgyal demanda un cessez-le-feu. Les deux parties se rencontrèrent à Basgo puis se rendirent à Leh où les dogras restèrent quatre mois jusqu’en octobre 1835. Le tribut annuel s’élevait à 20 000 roupies plus 50 000 roupies pour les indemnités de guerre, ce qui eut des conséquences au-delà des zones de batailles.

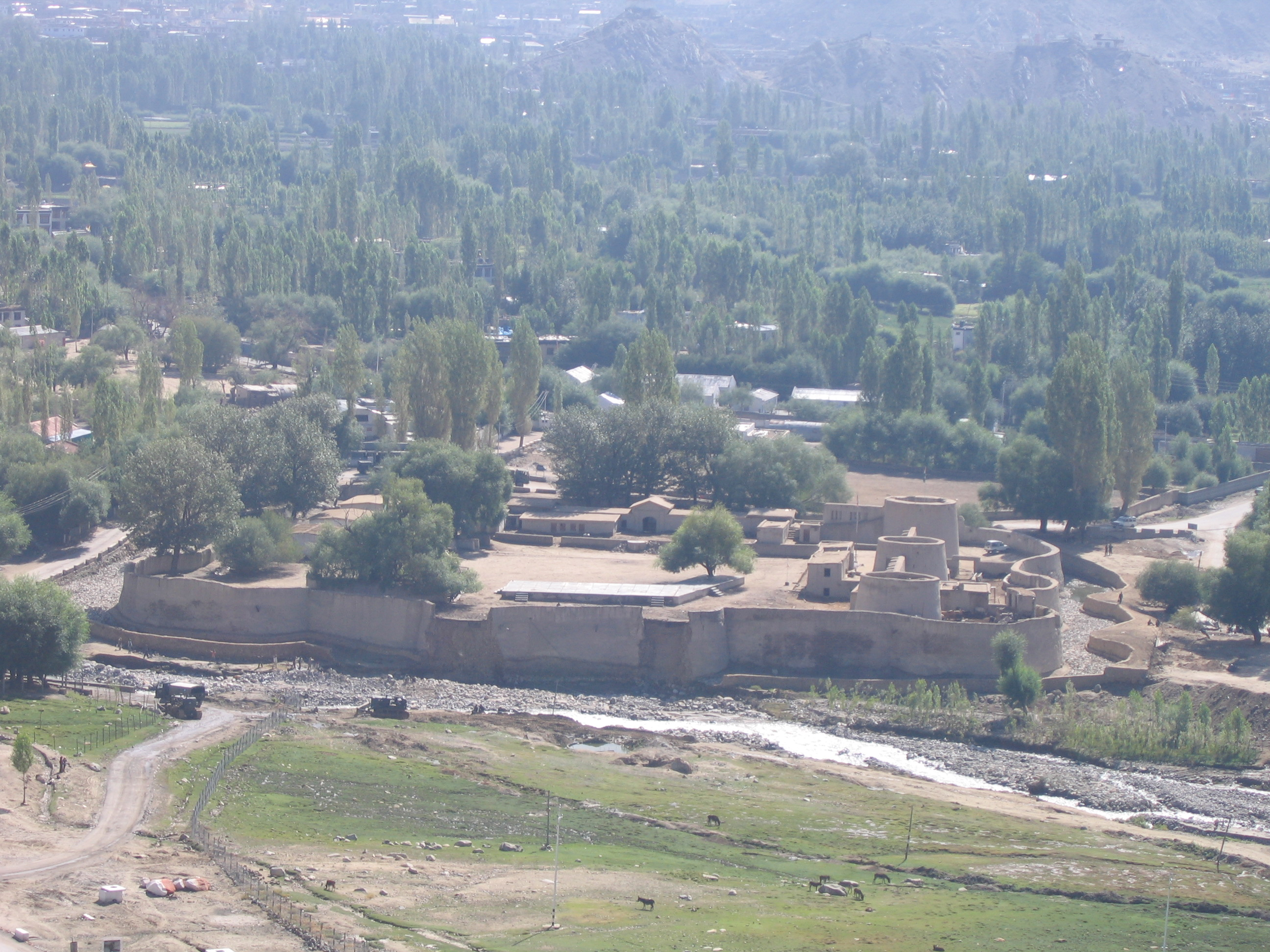
Fort de Zorawar Singh à Leh

Très rapidement, le roi refusa de payer le tribut, enferma et tortura le représentant des Dogras à Leh. L’hiver 1835 et la résistance ladakhie installée sur la première route prise par Zorawar Singh, le général dogra prit le risque de marcher sur Leh en plein hiver via le Zanskar. Parties en novembre 1835 en marche forcée, les troupes dogras s’installèrent à Chemre. Les ladakhis, pris par surprise tentèrent de demander l’aide du gouvernement britannique par la voix du prince-lama Chogtrul qui s’enfuit à Shimla via le Spiti avec ses femmes et sa mère. Le roi Tsepal fut déposé et on lui conféra des territoires à Stok. Les dogras nommèrent le premier ministre Ngödrup Tenzin comme nouveau roi. En mars 1836, Zorawar Singh rentra à Jammu avec des otages après avoir laissé une garnison de 300 soldats dans le fort qu’il fit construire à Leh. Le tribut et les indemnités de guerre furent réévalués. Avant son départ, Zorawar Singh ordonna au colonel Basti Ram de pacifier et d’annexer le Zanskar. L’outrage provoqué par la résistance du Zanskar qui mit à mal une garnison entière de l’armée dogra obligea Zorawar Singh à punir ces rébellions par lui-même au printemps 1836.
En novembre 1837 Zorawar Singh retourne au Ladakh en plein hiver. En effet, Ngödrup Tenzin, le nouveau roi, est accusé d’avoir aidé la résistance au Zanskar. Il semblerait aussi que le choix du nouveau roi ne fut pas approuvé par Goulab Singh. À l’annonce de l’approche des troupes dogras, Ngödrup Tenzin tente de fuir en territoire britannique mais il est capturé à Tabo au Spiti et ramené à Leh. L’ancien roi Tsepal retrouve sa place et les tributs et indemnités de guerre sont une nouvelle fois réévaluées. En mai 1838 Zorawar Singh retourne au Kishtawar.
Un an plus tard, en mai 1839, Zorawar Singh entame une nouvelle campagne au Ladakh en raison des rébellions qui eurent lieu au Purig. Il prend les rebelles à revers en passant de nouveau par la route du Zanskar. Les chefs musulmans du Purig, Rahim Khan de Chigtan et Hussain de Paskyum, s’enfuirent au Baltistan. Rattrapés, ils subirent les tortures des dogras.
Fin 1840, pour son expédition au Baltistan, Zorawar Singh employa les Ladakhis sous l’autorité de Bangapa, un général Ladakhi qui présent contre les dogras lors de leurs premières incursions dans la vallée de la Suru. Ahmat Shah, le prince de Skardu, ayant déshérité son aîné, Mouhamad Shah, ce dernier demanda l’aide des dogras pour prendre le trône. Une fois Mouhamad Shah mis sur le trône avec une garnison dogra pour le protéger, les troupes ladakhie et dogra rentrèrent sur Leh en 1841 avec les trésors et des prisonniers. En route le roi Tsepal, qui avait dû accompagner l’expédition, et son général Bangapa moururent de la variole. L’avenir de la dynastie n’était représenté que par Jigmed Namgyal, fils de Chogtrul, alors âgé de huit ans.
Outre les sommes de plus en plus importantes que demandaient les dogras en indemnités et impôts, ils étaient sans pitié. Ainsi voici ce que Charles Eudes Bonin décrit à plusieurs reprises dans son article de 1910 : 

« […] les défenseurs furent les uns pendus, les autres mutilés, le nez et les oreilles coupés. » 

Un peu plus loin à propos de Sukamir, un chef du Purig :

« Zorawar lui fit, devant la foule assemblée, trancher la langue et la main droite, et le bras amputé fut plongé dans le beurre bouillant pour arrêter le sang. »

Ensuite à propos de la guerre au Baltistan : 

« Avant de repartir, Zorawar, pour donner une leçon aux Baltis, força le prince dépossédé à lui livrer ses deux plus fidèles partisans : tous les habitants de Skardo furent rassemblés dans la prairie où campait le général, et les deux hommes, après avoir été enivrés avec du hachich, furent amenés au milieu du cercle, devant une marmite de beurre bouillant. L’un eut la main, le nez, les oreilles successivement coupés, l’autre la langue et la main, et après des applications de graisse fumante sur les plaies, ils furent déliés et rejetés au milieu de la foule terrifiée pour lui servir d’exemple ; le second seul survécut au supplice. »

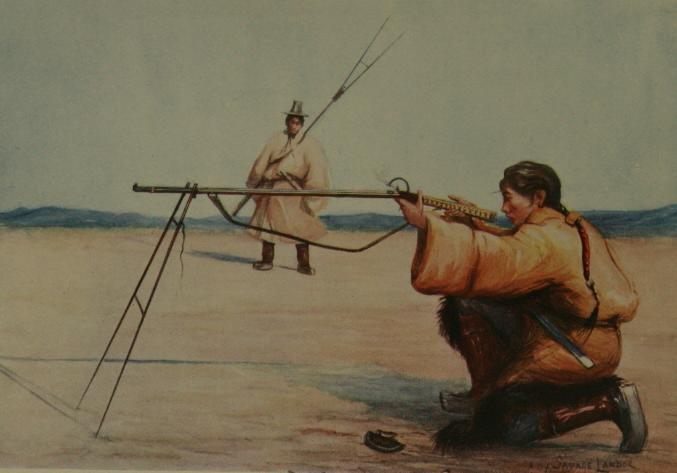
Un soldat tibétain

En 1841, plutôt que de redescendre à Jammu, risquant ainsi une nouvelle insurrection ladakhie, Zorawar Singh préféra attaquer le Tibet occidental. D’une part ce territoire fût jadis sous l’autorité du roi du Ladakh, d’autre part le sac des monastères promettait un beau butin. Mais surtout, le commerce de la laine serait entièrement entre les mains de Jammu. Ainsi, à la mi-juin 1841 Zorawar installa ses troupes aux avant-postes du Tibet occidental. Il y avait entre 6 000 et 7 000 soldats dogras plus des Baltis et des Ladakhis, près de 10 000 hommes. Les troupes de Zorawar Singh avancèrent rapidement et par trois routes différentes jusqu’à Taklakot, au Sud du lac Manasarovar. Il prit notamment Rudok, Tashigang, Chumurti, Tsaparang et Gartok. Face à lui se trouvaient les troupes tibétaines avec à leur tête les généraux Dapön Shatra et Dapön Surkang soutenus par le ministre Palhun. Le froid et l’éloignement avaient déjà fait beaucoup de mal dans les lignes dogras quand, le 12 décembre 1841 Zorawar Singh fut tué au combat d’une lance dans le cœur par un certain Migmar à Toyo au Sud de Taklakot,,,. L’armée désorganisée de Zorawar Singh fut poursuivie jusque dans la vallée de la Nubra. Goulab Singh envoya 8 000 hommes en renfort avec Diwan Hari Chand à leur commandement. Ayant pris connaissance de la mort de Zorawar Singh, les Ladakhis se soulevèrent mettant à mal la garnison de Leh qui fut sauvée par l’arrivée des renforts. Les tibétains se retirèrent avec le jeune roi Jigmed Namgyal et ses ministres jusqu’au Pangong Tso où ils se fortifièrent à Drangtse. Les dogras vinrent à bout du siège en détournant les eaux de la vallée, inondant ainsi le camp tibétain. À la suite de cette bataille, le traité de paix tibéto-ladakhi de 1842 fut conclu une première fois à Chushul puis reconduits en 1852 annexant ainsi le Ladakh au Jammu et Cachemire.

## Sous l'Empire britannique et l'indépendance de l'Inde

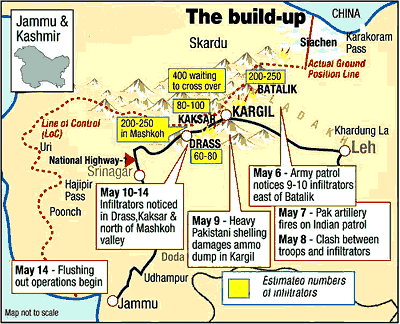
Carte des positions et infiltrations pakistanais durant la guerre de Kargil.

Le 16 mars 1856, lors du traité d'Amritsar, l’Empire britannique reconnaît l’autorité dogra sur le Ladakh mais s’empare des régions du Lahul et Spiti. Le Ladakh fut sous autorité dogra jusqu’à l’indépendance de l’Union indienne en 1947. Le Ladakh reste une zone de tension entre l’Inde, le Pakistan et la Chine. Il y eut de nombreuses guerres avec le Pakistan en 1947, 1965, et le conflit de Kargil en 1999, mais aussi avec la Chine en 1962.